# 种族仇恨
種族仇恨（英語：Racial hatred），指的是由針對某一特定社會群體的歧視性或偏見性犯罪行為。政治宣傳和媒體對种族仇恨有推波助瀾的作用。